# Cisterna di Teodosio
La Cisterna di Teodosio (greco antico Κινστέρνα Θεοδοσίου, turco Şerefiye Sarnıcı) è un'antica cisterna sotterranea di Istanbul edificata per ordine dell'imperatore romano Teodosio II tra il 428 ed il 443, che raccoglieva le acque portate in città dall'acquedotto di Valente.